# 王所大石墓
王所大石墓位於四川省德昌縣王所鄉，文物遺址年代判定為戰國至西漢。1996年9月16日公佈為四川省第四批省級文物保護單位。2002年12月27日四川省第六批省級文物保護單位伍合大石墓併入，並更名為涼山大石墓群。2006年5月25日列為第六批全國重點文物保護單位。